# Michael Gspurning
Michael Gspurning (Graz, Austria, 2 de mayo de 1981) es un exfutbolista y entrenador. Jugaba de guardameta y actualmente es entrenador de porteros del 1. FC Union Berlin.

## Trayectoria

### Inicios
Gspurning es un producto de la academia del Austria Viena, equipo al que se unió en el año 2000, pero con el cual nunca llegó a jugar. Tiempo después de unirse al club de Viena fue transferido al DSV Leoben de la tercera división de su país, en donde jugó en forma regular por tres temporadas.

### ASKÖ Pasching
En 2004, Gspurning fichó con el ASKÖ Pasching de la Bundesliga Austriaca. Pasó gran parte del su tiempo con el club en la banca, siendo el respaldo del portero Josef Schicklgruber. Dejó el club en 2006 luego de haber jugado tan solo 7 partidos en tres temporadas.

### Skoda Xanthi
Gspurning dejó Austria en 2007 y fichó con el club griego Skoda Xanthi. Hizo su debut el 25 de noviembre de ese año, en la derrota 3-0 contra el Iraklis Thessaloniki. Gspurning jugó cuatro temporadas con el Skoda Xanthi FC, acumulando 89 participaciones en la liga antes de dejar el club en 2011.

### Seattle Sounders FC
Luego de convertirse en agente libre, el austriaco fichó con el Seattle Sounders FC de la Major League Soccer 7 de diciembre de 2011 para reemplazar al veterano portero estadounidense Kasey Keller, quién se estaba retirando del fútbol al final de esa temporada. Gspurning hizo su debut en la victoria 2-1 sobre el Santos Laguna en un partido por los cuartos de final de la Concacaf Liga de Campeones de 2011-12 el 8 de marzo de 2012.

### PAOK
Luego de que los Sounders decidieran no renovar el contrato de Gspurning a finales de 2013, el portero fichó por el PAOK de Grecia por seis meses el 28 de enero de 2014, con opción a una extensión de dos años. No obstante, luego de los seis meses, el club griego decidió no extender el contrato de Gspurning.

## Selección nacional
Gspurning hizo su debut internacional con la selección de fútbol de Austria a sus 27 años en un partido amistoso ante Turquía el 19 de noviembre de 2008 en el Ernst-Happel Stadion en Viena. El portero jugó su primer partido de Eliminatorias a la Copa Mundial de Fútbol frente a Rumania el 1 de abril de 2009, ganando el encuentro 2-1 en Klagenfurt. No obstante, Gspurning no ha vuelto a ser convocado desde 2009.